# Pałac arcybiskupi w Mdinie
Pałac arcybiskupi (malt. Il-Palazz tal-Arċisqof), znany do roku 1944 jako pałac biskupi (malt. Il-Palazz tal-Isqof) – pałacowy budynek w Mdinie na Malcie będący rezydencją rzymskokatolickiego arcybiskupa Malty. Został zbudowany na początku XVIII wieku i znajduje się pomiędzy katedrą św. Pawła i muzeum katedralnym.

## Historia
Rezydencja biskupa notowana jest w Mdinie w roku 1445, i mieściła między innymi archiwum diecezjalne (Archivum Archiepiscopalis Melitensis, AAM). W połowie lat 30. XVI wieku rezydencja i siedziba administracyjna biskupa przeniesiona została z Mdiny do innego, nowego pałacu biskupiego w stolicy Valletcie.
Obecny budynek został wybudowany w latach 1718–1720 według projektu architekta Lorenzo Gafà, wkrótce po przebudowie sąsiedniej katedry św. Pawła.

## Architektura
Pałac jest zbudowany na Pjazza tal-Arċisqof (Archbishop’s Square), na ograniczonym terenie bezpośrednio przylegającym do katedry i fortyfikacji miasta. Jego wygląd zewnętrzny sprawia wrażenie ważności i elegancji, mimo że jest zdominowany przez katedrę, a parter składa się z małych, nie udekorowanych pokoi, podczas gdy piętro jest bardziej imponujące.